# Strażnica WOP Jastarnia
Strażnica Wojsk Ochrony Pogranicza Hel/Jastarnia – zlikwidowany podstawowy pododdział graniczny Wojsk Ochrony Pogranicza pełniący służbę ochronną na granicy morskiej.

Strażnica Straży Granicznej w Jastarni – zlikwidowana graniczna jednostka organizacyjna polskiej straży granicznej realizująca zadania bezpośrednio w ochronie granicy państwowej.

## Formowanie i zmiany organizacyjne
Strażnica została sformowana w 1945  w strukturze 20 komendy odcinka Sopot jako 96 strażnica WOP (Hel) o stanie 56 żołnierzy. Kierownictwo strażnicy stanowili: komendant strażnicy, zastępca komendanta do spraw polityczno-wychowawczych i zastępca do spraw zwiadu. Strażnica składała się z dwóch drużyn strzeleckich, drużyny fizylierów, drużyny łączności i gospodarczej. Etat przewidywał także instruktora do tresury psów służbowych oraz instruktora sanitarnego. Sformowane strażnice morskiego oddziału OP nie przystąpiły bezpośrednio do objęcia ochrony granicy morskiej. Odcinek dawnej granicy polsko-niemieckiej sprzed 1939 od Piaśnicy, aż do lewego styku z 4 Oddziałem OP ochraniany był przez radziecką straż graniczną wydzieloną ze składu wojsk marszałka Rokossowskiego. Pozostały odcinek granicy od rzeki Piaśnica, aż po granicę z ZSRR zabezpieczała Morska Milicja Obywatelska.
96 strażnica WOP zamiast w Helu zorganizowana była w Jastarni i bez objęcia służby. W Helu w owym czasie stacjonowały jednostki radzieckie. 7 lipca 1947 strażnica nr 96 została włączona do 20 odcinka WOP, a 31 sierpnia 1947  nastąpiło przeniesienie strażnicy z Jastarni do Helu.
Od 15 marca 1954 wprowadzono nową numerację strażnic. Strażnica WOP Jastarnia I kategorii otrzymała numer 92.
Jesienią 1956 rozpoczęto numerować strażnice w systemie brygadowym. Podległa bezpośrednio brygadzie strażnica Jastarnia otrzymała numer 2.
Latem 1957, po przekazaniu 161 batalionu WOP 15 Brygadzie WOP, zmieniono po raz kolejny numerację strażnic w systemie brygadowym. Strażnica Jastarnia otrzymała numer 2.
1 stycznia 1960, pozostając nadal w systemie brygadowym, odwrócono numerację. Strażnica otrzymała numer 6.
1 stycznia 1964, strażnica WOP nr 3 Jastarnia uzyskała status strażnicy lądowej i zaliczona została do III kategorii.

## Ochrona granicy
Do 1948, czyli do czasu powołania punktów kontroli ruchu rybackiego (PKRR), strażnica zajmowała się także kontrolą kutrów rybackich.

## Strażnice sąsiednie
- 95 strażnica WOP Puck ⇔ 97 strażnica WOP Gdynia – 1946.

## Komendanci/dowódcy strażnicy
- por. Adam Choma[2]
- Andrzej Bielawski (4.12.1951–9.04.1952)[d][15]
- ppor. Stanisław Zdziechowski (1952)
- ppor. Henryk Rejowski (od 1952)
- mjr Łapeta (był w 1986–1991).